# Bulevar de Antímano
Bulevar de Antímano es el nombre que recibe un espacio de recreación y zona peatonal localizada en la parroquia Antímano en el Municipio Libertador al oeste del Distrito Metropolitano de Caracas y al centro norte del país sudamericano de Venezuela.
Fue inaugurado en el 30 de noviembre de 2013 en lo que antes fue un sector deprimido y ocupado por el comercio informal. Se extiende desde la Iglesia del Rosario hasta la Plaza Simón Bolívar. El proyecto fue iniciado en 2011 como parte de un plan más amplio que incluye la ampliación de la plaza Bolívar, un parque infantil, la peatonalización y obras de ornato y mejoras generales.
Algunos conductores de la localidad manifestaron su incomodidad con la vía puesto que esta fue concebida para el uso peatonal e impide la circulación de vehículos.